# Brenda Fassie
Brenda Fassie (Langa, 3 novembre 1964 – Johannesburg, 9 maggio 2004) è stata una cantante sudafricana.
Nota anche come "Madonna delle township", "Regina del pop africano", o con il nomignolo Mabrr, Fassie è popolarissima in Sudafrica, e alcuni suoi dischi hanno avuto successo anche negli Stati Uniti e in Europa.

## Biografia
Fassie nacque nel 1964 a Langa, una township presso Città del Capo. Bambina prodigio, Fassie iniziò a cantare all'età di quattro anni, e fu notata dal produttore Kokoi Lebona nel 1979. Lebona portò Fassie a Johannesburg, facendola ospitare dalla propria famiglia nella township di Soweto.
A Johannesburg, Fassie entrò a far parte prima di un trio vocale chiamato Joy e poi del gruppo musicale Blondie and Papa. Già nel 1983, però, aveva fondato un proprio gruppo chiamato Brenda and the Big Dudes, e inciso il suo primo singolo di successo, Weekend Special. Il brano vendette oltre 200 000 copie; dato il suo successo, fu pubblicato anche all'estero, e a 19 anni Fassie fece il suo primo tour mondiale toccando Stati Uniti, Europa, Australia e Brasile.
Nel 1989, sciolto il gruppo dei "Big Dudes", Fassie incise un album di grande successo commerciale, Too Late for Mama, prodotto da Sello Twala. In questo disco Fassie incluse testi di esplicita condanna del regime dell'apartheid: alcuni dei brani (in particolare Black President) furono censurati dal governo, diventando ciononostante estremamente noti in tutto il paese. Questi primi lavori di Fassie vengono classificati come bubblegum pop, un genere pop basato su melodie particolarmente semplici e accattivanti.
Negli anni novanta Fassie attraversò un periodo di gravi problemi personali, inclusi un divorzio (forse motivato da violenza domestica), la morte della madre, l'abuso di cocaina. All'apice della crisi, nel 1995, una sua relazione omosessuale fu troncata dalla morte per overdose della sua compagna. Questo evento drammatico convinse Fassie a rivolgersi a un centro di recupero di tossicodipendenti e a dare una svolta alla propria vita.
Nel 1996 si ripresentò sulle scene incidendo alcuni brani in due con il cantante congolese Papa Wemba, per poi tornare a lavorare con il suo ex produttore Twala. La ripresa di questa collaborazione riportò Fassie al successo, con l'album Membeza (1997) alla prima posizione delle classifiche di vendita sudafricane. Uno dei brani dell'album fu scelto dall'African National Congress come colonna sonora della campagna elettorale del 1999, e nello stesso anno a Fassie venne chiesto di esibirsi di fronte al neoeletto presidente Thabo Mbeki. A partire da Membeza, Fassie iniziò una sperimentazione musicale legata soprattutto allo hip hop e al kwaito, un genere musicale dance legato alla tradizione xhosa, zulu e sotho.
A Membeza seguirono una serie di altri lavori di grande successo, fra cui Nomakanjani (1999), Amadlozi (2000) Mina Nawe (2001), Myekeleni (2002) e Mali (2004). Fassie vinse per quattro anni consecutivi il premio per l'album più venduto del Sudafrica, e tornò a fare tour mondiali.
Il 25 aprile 2004 Fassie fu ricoverata a Johannesburg per un forte attacco d'asma che la portò all'arresto cardiaco. Morì il 9 maggio successivo. Al suo funerale presenziarono sia Tabho Mbeki che Nelson Mandela.
Il report post mortem afferma che la cantante fosse affetta da HIV-Aids e che la crisi respiratoria, con successivo attacco cardiaco, fosse dovuto ad una massiccia assunzione di cocaina (overdose). Il suo cervello è stato troppo tempo senza ossigeno e ciò causò il coma e la successiva morte.

## Discografia parziale
- Too Late for Mama (Columbia 1989)
- Memeza (CCP 1998)
- Nomakanjani (1999)
- Amadlozi (CCP 2000)
- Myekeleni (CCP 2002)
- Mali (2004)